# Izsák
Izsák je město v Maďarsku v župě Bács-Kiskun v okrese Kiskőrös.

## Poloha
Izsák leží ve středním Maďarsku. Leží nedaleko národního parku Kiskunság. Kiskőrös je vzdálen asi 23 kilometrů, Kecskemét 30 km a Solt asi 30 km.

## Galerie

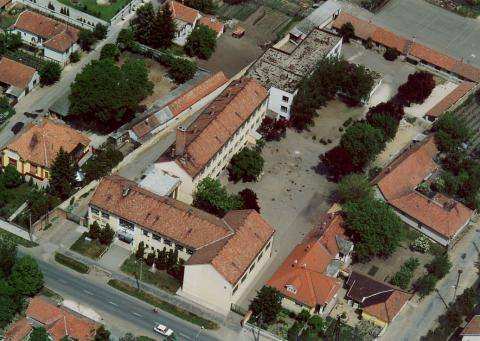
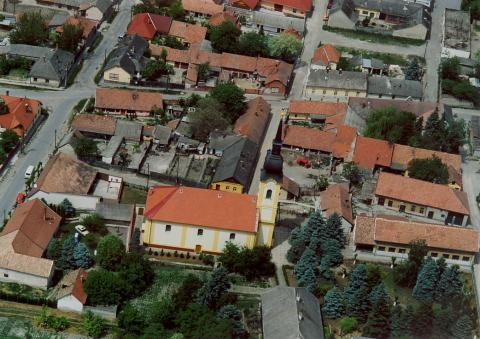